# Artabotrys wrayi
Artabotrys wrayi este o specie de plante angiosperme din genul Artabotrys, familia Annonaceae, descrisă de George King. Conform Catalogue of Life specia Artabotrys wrayi nu are subspecii cunoscute.